# Сэнгэринчен
Сэнгэринчен (кит. 僧格林沁, 1811 — 19 мая 1865) — генерал Цинской империи, монгольский князь.

## Биография
Родился в Хорчин-Цзоихоуци во Внутренней Монголии. Происходил из рода Борджигин и принадлежал к 26-му поколению потомков Хасара (младшего брата Чингисхана). В 1825 году получил титул «удельный князь Си» (кит. 袭郡王, Си-цзюньван).
Когда в 1853 году тайпины двинулись в Северный поход, то Сэнгэринчену была поручена оборона Тяньцзиня. Войска под его командованием разрушили дамбы, затопив равнину. Наступившая суровая зима заставила тайпинов укрепиться в своих лагерях. Здесь южане-тайпины страдали от холода, нехватки провианта и постоянных атак превосходящих сил противника, особенно маньчжурской и монгольской конницы. В феврале 1854 года они оставили свои позиции южнее Тяньцзиня и с боями отступили на юг, теряя множество бойцов, в том числе замёрзшими и обмороженными. За эти достижения в 1855 году титул Сэнгэринчена был поднят с «цзюнь-ван» до «цинь-ван». В том же году он сумел пленить в Шаньдуне одного из лидеров тайпинов — Ли Кайфана.
Во время Второй Опиумной войны в 1857 году Сэнгэринчен был назначен императорским уполномоченным по обороне Тяньцзиня. В 1859 году он командовал цинскими войсками во время отражения англо-французского десанта под Дагу. В 1860 году англо-французским силам удалось взять форты Дагу, и Сэнгэринчен отступил с армией к Тунчжоу. Разгром войск Сэнгэринчена в сражении у моста Балицяо позволил англо-французским войскам вступить в Пекин и разграбить дворец Юаньминъюань.
Подписав мир с европейскими державами, цинское правительство смогло перебросить освободившиеся войска на борьбу с восстанием няньцзюней. В ноябре 1864 года руководимые Сэнгэринченом цинские войска нанесли войскам няньцзюней крупное поражение под Хошанем. В 5-м месяце 4-го года эры правления Тунчжи (1865) няньцзюни заманили Сэнгэринчена в район города Цаочжоу, провинция Шаньдун (ныне район Хэцзэ провинции Шаньдун), где осадили в укреплении Гаолоучжай. Вечером 18-го дня 5-го месяца Сэнгэринчен с небольшим отрядом конницы пошел на прорыв окружения, пробился и попытался укрыться в лесу, однако к северо-западу от Цаочжоу, в местечке Уцзядянь был перехвачен отрядом противника под командованием Чжан Цзунъюя, который обнаружил скрывающихся в зарослях конников. Сэнгэринчен был захвачен в плен и обезглавлен на пшеничном поле. Гибель Сэнгэ Ринчена ввергла Цинов в шок, о его смерти говорили как об «утрате опоры государства».
Похороны Сэнгэринчена были государственного уровня. Посмертно он был удостоен титула «великий князь Чжун» (кит. 忠亲王, Чжун-циньван) с передачей титула по наследству. В 1889 году по распоряжению императрицы Цыси в память о Сэнгэринчене был воздвигнут храм Сяньчжунцы, до сих пор стоящий в пекинском районе Дунчэн.